# Tân Thuận, Hưng Yên
Tân Thuận là một xã thuộc tỉnh Hưng Yên, Việt Nam.

## Địa lý
Xã Tân Thuận nằm ở phía đông nam của tỉnh Hưng Yên, có vị trí địa lý:
- Phía bắc và đông giáp xã Vũ Thư.
- Phía tây, tây bắc và tây nam lần lượt giáp với phường Vị Khê, phường Thiên Trường và xã Nam Hồng của tỉnh Ninh Bình, có ranh giới tự nhiên là sông Hồng.

## Lịch sử
Ngày 16 tháng 6 năm 2025, Ủy ban Thường vụ Quốc hội ban hành Nghị quyết số 1666/NQ-UBTVQH15 về việc sắp xếp các đơn vị hành chính cấp xã của tỉnh Hưng Yên năm 2025. Theo đó, giải thể huyện Vũ Thư và tỉnh Thái Bình, sáp nhập toàn bộ diện tích tự nhiên, quy mô dân số của các xã của huyện là Tân Lập, Tự Tân và Bách Thuận thành xã mới có tên gọi là xã Tân Thuận.